# Đảng Công nhân Cộng sản (Nhật Bản)
Đảng Công nhân Cộng sản (tiếng Nhật: 共産主義労働者党) là một đảng cộng sản thân Liên Xô từng tồn tại ở Nhật Bản. Được thành lập vào tháng 11 năm 1966, Đảng chia thành ba phái vào tháng 12 năm 1971. Cơ quan ngôn luận là tờ báo Toitsu xuất bản từ tháng 2 năm 1967 đến tháng 12 năm 1971.